# 高橋千寿
高橋 千寿（たかはし ちず、1921年（大正10年）8月8日 - 2019年（令和元年）8月6日）は、日本の政治家。衆議院議員（1期）を務めた。

## 概要
新潟県出身。夫は衆議院議員、防衛政務次官、郵政政務次官、衆議院逓信委員長を歴任した高橋清一郎で、その死後に政治家となった。1972年の第33回衆議院議員総選挙新潟1区に自由民主党から出馬し、初当選。1976年落選により政界を引退。1996年、勲三等瑞宝章受章。2019年死去。